# 딤프스
딤프스(Dimps, 일본어: ディンプス)는 일본의 게임 소프트 제작, 개발 회사이다. 2000년 3월 설립되었다. 설립되기전에는 SNK의 네오 지오 포켓 컬러 소프트웨어 개발부로부터 시작하여 그 회사에서 불리되어 현재 명으로 설립한 것이다.

## 작품

### 2001 – 2004
| 연도 | 게임                                              | 기종   | 기종   | 기종   | 기종   | 기종   | 기종   |
| 연도 | 게임                                              | AC     | WSC    | GBA    | GC     | PS     | PS2    |
| ---- | ------------------------------------------------- | ------ | ------ | ------ | ------ | ------ | ------ |
| 2001 | 소닉 어드밴스                                     | 아니요 | 아니요 | 예     | 아니요 | 아니요 | 아니요 |
| 2001 | Digimon Battle Spirit                             | 아니요 | 예     | 예     | 아니요 | 아니요 | 아니요 |
| 2002 | Shaman King: Spirit of Shamans                    | 아니요 | 아니요 | 아니요 | 아니요 | 예     | 아니요 |
| 2002 | 소닉 어드밴스 2                                   | 아니요 | 아니요 | 예     | 아니요 | 아니요 | 아니요 |
| 2002 | Digimon Battle Spirit 2                           | 아니요 | 예     | 예     | 아니요 | 아니요 | 아니요 |
| 2002 | Inuyasha: A Feudal Fairy Tale                     | 아니요 | 아니요 | 아니요 | 아니요 | 예     | 아니요 |
| 2002 | 드래곤볼 Z                                        | 아니요 | 아니요 | 아니요 | 예     | 아니요 | 예     |
| 2003 | Naruto: Shinobi no Sato no Jintori Kassen         | 아니요 | 아니요 | 아니요 | 아니요 | 예     | 아니요 |
| 2003 | Premier Eleven                                    | 예     | 아니요 | 아니요 | 아니요 | 아니요 | 아니요 |
| 2003 | The Rumble Fish                                   | 예     | 아니요 | 아니요 | 아니요 | 아니요 | 예     |
| 2003 | Demolish Fist                                     | 예     | 아니요 | 아니요 | 아니요 | 아니요 | 아니요 |
| 2003 | 드래곤볼 Z 2                                      | 아니요 | 아니요 | 아니요 | 예     | 아니요 | 예     |
| 2004 | Seven Samurai 20XX                                | 아니요 | 아니요 | 아니요 | 아니요 | 아니요 | 예     |
| 2004 | Shaman King: Funbari Spirits                      | 아니요 | 아니요 | 아니요 | 아니요 | 아니요 | 예     |
| 2004 | Kidou Senshi Gundam Seed: Tomo to Kimi to Koko de | 아니요 | 아니요 | 예     | 아니요 | 아니요 | 아니요 |
| 2004 | Dragon Ball Advanced Adventure                    | 아니요 | 아니요 | 예     | 아니요 | 아니요 | 아니요 |
| 2004 | Kirby & The Amazing Mirror                        | 아니요 | 아니요 | 예     | 아니요 | 아니요 | 아니요 |
| 2004 | 원피스                                            | 아니요 | 아니요 | 예     | 아니요 | 아니요 | 아니요 |
| 2004 | 소닉 어드밴스 3                                   | 아니요 | 아니요 | 예     | 아니요 | 아니요 | 아니요 |
| 2004 | 드래곤볼 Z 3                                      | 아니요 | 아니요 | 아니요 | 아니요 | 아니요 | 예     |

### 2005 – 2009
| 연도 | 게임                                                   | 기종   | 기종   | 기종   | 기종   | 기종   | 기종   | 기종   | 기종   | 기종   |
| 연도 | 게임                                                   | AC     | DS     | Wii    | PSP    | PS2    | PS3    | 360    | PC     | XBOX   |
| ---- | ------------------------------------------------------ | ------ | ------ | ------ | ------ | ------ | ------ | ------ | ------ | ------ |
| 2005 | Spikeout: Battle Street                                | 아니요 | 아니요 | 아니요 | 아니요 | 아니요 | 아니요 | 아니요 | 아니요 | 예     |
| 2005 | Saint Seiya: The Sanctuary                             | 아니요 | 아니요 | 아니요 | 아니요 | 예     | 아니요 | 아니요 | 아니요 | 아니요 |
| 2005 | Yū Yū Hakusho Forever                                  | 아니요 | 아니요 | 아니요 | 아니요 | 예     | 아니요 | 아니요 | 아니요 | 아니요 |
| 2005 | The Rumble Fish 2                                      | 예     | 아니요 | 아니요 | 아니요 | 아니요 | 아니요 | 아니요 | 아니요 | 아니요 |
| 2005 | 소닉 Rush                                              | 아니요 | 예     | 아니요 | 아니요 | 아니요 | 아니요 | 아니요 | 아니요 | 아니요 |
| 2005 | Universal Century Gundam Online                        | 아니요 | 아니요 | 아니요 | 아니요 | 아니요 | 아니요 | 아니요 | 예     | 아니요 |
| 2006 | Dragon Ball Z: Shin Budokai                            | 아니요 | 아니요 | 아니요 | 예     | 아니요 | 아니요 | 아니요 | 아니요 | 아니요 |
| 2006 | Crash Boom Bang!                                       | 아니요 | 예     | 아니요 | 아니요 | 아니요 | 아니요 | 아니요 | 아니요 | 아니요 |
| 2006 | Draglade                                               | 아니요 | 예     | 아니요 | 아니요 | 아니요 | 아니요 | 아니요 | 아니요 | 아니요 |
| 2006 | Tales of the Tempest                                   | 아니요 | 예     | 아니요 | 아니요 | 아니요 | 아니요 | 아니요 | 아니요 | 아니요 |
| 2006 | Saint Seiya: The Hades                                 | 아니요 | 아니요 | 아니요 | 아니요 | 예     | 아니요 | 아니요 | 아니요 | 아니요 |
| 2006 | The Battle of Yū Yū Hakusho: Shitō! Ankoku Bujutsu Kai | 예     | 아니요 | 아니요 | 아니요 | 예     | 아니요 | 아니요 | 아니요 | 아니요 |
| 2007 | Dragon Ball Z: Shin Budokai - Another Road             | 아니요 | 아니요 | 아니요 | 예     | 아니요 | 아니요 | 아니요 | 아니요 | 아니요 |
| 2007 | 소닉 러시 어드벤처                                     | 아니요 | 예     | 아니요 | 아니요 | 아니요 | 아니요 | 아니요 | 아니요 | 아니요 |
| 2007 | 노다메 칸타빌레                                        | 아니요 | 예     | 아니요 | 아니요 | 예     | 아니요 | 아니요 | 아니요 | 아니요 |
| 2008 | Rosario + Vampire Tanabata no Mishi Yokai Gaikui       | 아니요 | 예     | 아니요 | 아니요 | 아니요 | 아니요 | 아니요 | 아니요 | 아니요 |
| 2008 | Custom Beat Battle: Draglade 2                         | 아니요 | 예     | 아니요 | 아니요 | 아니요 | 아니요 | 아니요 | 아니요 | 아니요 |
| 2008 | Dragon Ball Z: Burst Limit                             | 아니요 | 아니요 | 아니요 | 아니요 | 아니요 | 예     | 예     | 아니요 | 아니요 |
| 2008 | Mobile Ops: The One 연도 War                           | 아니요 | 아니요 | 아니요 | 아니요 | 아니요 | 아니요 | 예     | 아니요 | 아니요 |
| 2008 | Street Fighter IV                                      | 예     | 아니요 | 아니요 | 아니요 | 아니요 | 예     | 예     | 예     | 아니요 |
| 2008 | 소닉 언리쉬드                                          | 아니요 | 아니요 | 예     | 아니요 | 예     | 아니요 | 아니요 | 아니요 | 아니요 |
| 2008 | Dragon Ball Z: Infinite World                          | 아니요 | 아니요 | 아니요 | 아니요 | 예     | 아니요 | 아니요 | 아니요 | 아니요 |
| 2009 | Dragonball Evolution                                   | 아니요 | 아니요 | 아니요 | 예     | 아니요 | 아니요 | 아니요 | 아니요 | 아니요 |
| 2009 | Bleach DS 4th: Flame Bringer                           | 아니요 | 예     | 아니요 | 아니요 | 아니요 | 아니요 | 아니요 | 아니요 | 아니요 |

### 2010 – 2014
| 연도 | 게임                                           | 기종   | 기종   | 기종       | 기종   | 기종   | 기종   | 기종   | 기종   | 기종   | 기종   | 기종   | 기종   |
| 연도 | 게임                                           | AC     | iOS    | 안드로이드 | 우야   | DS     | 3DS    | Wii    | PSP    | Vita   | PS3    | 360    | PC     |
| ---- | ---------------------------------------------- | ------ | ------ | ---------- | ------ | ------ | ------ | ------ | ------ | ------ | ------ | ------ | ------ |
| 2010 | NODAME CANTABILE TANOSHII ONGAKU no JIKAN desu | 아니요 | 아니요 | 아니요     | 아니요 | 예     | 아니요 | 아니요 | 아니요 | 아니요 | 아니요 | 아니요 | 아니요 |
| 2010 | Super Street Fighter IV                        | 예     | 아니요 | 아니요     | 아니요 | 아니요 | 아니요 | 아니요 | 아니요 | 아니요 | 예     | 예     | 예     |
| 2010 | Dragon Ball Heroes                             | 예     | 아니요 | 아니요     | 아니요 | 아니요 | 아니요 | 아니요 | 아니요 | 아니요 | 아니요 | 아니요 | 아니요 |
| 2010 | 소닉 더 헤지호그 4: 에피소드 1                 | 아니요 | 예     | 예         | 예     | 아니요 | 아니요 | 예     | 아니요 | 아니요 | 예     | 예     | 예     |
| 2010 | 소닉 Colors                                    | 아니요 | 아니요 | 아니요     | 아니요 | 예     | 아니요 | 아니요 | 아니요 | 아니요 | 아니요 | 아니요 | 아니요 |
| 2011 | Super Street Fighter IV: 3D Edition            | 아니요 | 아니요 | 아니요     | 아니요 | 아니요 | 예     | 아니요 | 아니요 | 아니요 | 아니요 | 아니요 | 아니요 |
| 2011 | 소닉 제너레이션즈                              | 아니요 | 아니요 | 아니요     | 아니요 | 아니요 | 예     | 아니요 | 아니요 | 아니요 | 아니요 | 아니요 | 아니요 |
| 2011 | Saint Seiya: Sanctuary Battle                  | 아니요 | 아니요 | 아니요     | 아니요 | 아니요 | 아니요 | 아니요 | 아니요 | 아니요 | 예     | 아니요 | 아니요 |
| 2012 | Street Fighter X Tekken                        | 아니요 | 예     | 아니요     | 아니요 | 아니요 | 아니요 | 아니요 | 아니요 | 예     | 예     | 예     | 예     |
| 2012 | BAKEMONOGATARI 포터블                          | 아니요 | 아니요 | 아니요     | 아니요 | 아니요 | 아니요 | 아니요 | 예     | 아니요 | 아니요 | 아니요 | 아니요 |
| 2012 | Hittochi - Tsunagare Ichizoku                  | 아니요 | 예     | 예         | 아니요 | 아니요 | 아니요 | 아니요 | 아니요 | 아니요 | 아니요 | 아니요 | 아니요 |
| 2012 | Ikinari! Lasboss30                             | 아니요 | 예     | 예         | 아니요 | 아니요 | 아니요 | 아니요 | 아니요 | 아니요 | 아니요 | 아니요 | 아니요 |
| 2012 | 소닉 더 헤지호그 4: 에피소드 2                 | 아니요 | 예     | 예         | 예     | 아니요 | 아니요 | 아니요 | 아니요 | 아니요 | 예     | 예     | 예     |
| 2012 | OUCHIMAINICHI TAMAGOTCHI                       | 아니요 | 아니요 | 아니요     | 아니요 | 아니요 | 예     | 아니요 | 아니요 | 아니요 | 아니요 | 아니요 | 아니요 |
| 2013 | Nightmares and Joujoux                         | 아니요 | 예     | 예         | 아니요 | 아니요 | 아니요 | 아니요 | 아니요 | 아니요 | 아니요 | 아니요 | 아니요 |
| 2013 | Pipe & Quest                                   | 아니요 | 예     | 예         | 아니요 | 아니요 | 아니요 | 아니요 | 아니요 | 아니요 | 아니요 | 아니요 | 아니요 |
| 2013 | Hittochi 2 - DokiDoki Mail de Evolution        | 아니요 | 예     | 예         | 아니요 | 아니요 | 아니요 | 아니요 | 아니요 | 아니요 | 아니요 | 아니요 | 아니요 |
| 2013 | Dragon Ball Heroes: Ultimate Mission           | 아니요 | 아니요 | 아니요     | 아니요 | 아니요 | 예     | 아니요 | 아니요 | 아니요 | 아니요 | 아니요 | 아니요 |
| 2013 | Saint Seiya: Brave Soldiers                    | 아니요 | 아니요 | 아니요     | 아니요 | 아니요 | 아니요 | 아니요 | 아니요 | 아니요 | 예     | 아니요 | 아니요 |
| 2013 | 소닉 로스트 월드                               | 아니요 | 아니요 | 아니요     | 아니요 | 아니요 | 예     | 아니요 | 아니요 | 아니요 | 아니요 | 아니요 | 아니요 |
| 2013 | TAMAGOTCHI! Seishun no Dream School            | 아니요 | 아니요 | 아니요     | 아니요 | 아니요 | 예     | 아니요 | 아니요 | 아니요 | 아니요 | 아니요 | 아니요 |
| 2013 | Phantom Gate Chronicle                         | 아니요 | 예     | 예         | 아니요 | 아니요 | 아니요 | 아니요 | 아니요 | 아니요 | 아니요 | 아니요 | 아니요 |
| 2014 | One Piece Kings                                | 예     | 아니요 | 아니요     | 아니요 | 아니요 | 아니요 | 아니요 | 아니요 | 아니요 | 아니요 | 아니요 | 아니요 |
| 2014 | Majin Bone                                     | 예     | 아니요 | 아니요     | 아니요 | 아니요 | 아니요 | 아니요 | 아니요 | 아니요 | 아니요 | 아니요 | 아니요 |
| 2014 | Freedom Wars                                   | 아니요 | 아니요 | 아니요     | 아니요 | 아니요 | 아니요 | 아니요 | 아니요 | 예     | 아니요 | 아니요 | 아니요 |
| 2014 | Dragon Ball Heroes: Ultimate Mission 2         | 아니요 | 아니요 | 아니요     | 아니요 | 아니요 | 예     | 아니요 | 아니요 | 아니요 | 아니요 | 아니요 | 아니요 |
| 2014 | Brave Dash                                     | 아니요 | 예     | 예         | 아니요 | 아니요 | 아니요 | 아니요 | 아니요 | 아니요 | 아니요 | 아니요 | 아니요 |
| 2014 | Majin Bone: Jikan to Kuukan no Majin           | 아니요 | 아니요 | 아니요     | 아니요 | 아니요 | 예     | 아니요 | 아니요 | 아니요 | 아니요 | 아니요 | 아니요 |

### 2015 – present
| 연도 | 게임                                    | 기종   | 기종   | 기종       | 기종   | 기종   | 기종   | 기종   | 기종   | 기종   | 기종   |
| 연도 | 게임                                    | AC     | iOS    | 안드로이드 | PS3    | PS4    | 360    | XBO    | PC     | 3DS    | Switch |
| ---- | --------------------------------------- | ------ | ------ | ---------- | ------ | ------ | ------ | ------ | ------ | ------ | ------ |
| 2015 | 드래곤볼 제노버스                       | 아니요 | 아니요 | 아니요     | 예     | 예     | 예     | 예     | 예     | 아니요 | 아니요 |
| 2015 | School of Ragnarok                      | 예     | 아니요 | 아니요     | 아니요 | 아니요 | 아니요 | 아니요 | 아니요 | 아니요 | 아니요 |
| 2015 | Saint Seiya: Soldiers' Soul             | 아니요 | 아니요 | 아니요     | 예     | 예     | 아니요 | 아니요 | 예     | 아니요 | 아니요 |
| 2015 | IC Carddass Dragon Ball                 | 아니요 | 예     | 예         | 아니요 | 아니요 | 아니요 | 아니요 | 예     | 아니요 | 아니요 |
| 2015 | School of Ragnarok Re:Boot              | 예     | 아니요 | 아니요     | 아니요 | 아니요 | 아니요 | 아니요 | 아니요 | 아니요 | 아니요 |
| 2016 | Street Fighter V                        | 아니요 | 아니요 | 아니요     | 아니요 | 예     | 아니요 | 아니요 | 예     | 아니요 | 아니요 |
| 2016 | My Hero Academia: Battle For All        | 아니요 | 아니요 | 아니요     | 아니요 | 아니요 | 아니요 | 아니요 | 아니요 | 예     | 아니요 |
| 2016 | 드래곤볼 제노버스 2                     | 아니요 | 아니요 | 아니요     | 아니요 | 예     | 아니요 | 예     | 예     | 아니요 | 아니요 |
| 2016 | Super Dragon Ball Heroes                | 예     | 아니요 | 아니요     | 아니요 | 아니요 | 아니요 | 아니요 | 아니요 | 아니요 | 아니요 |
| 2016 | anywhereVR                              | 아니요 | 아니요 | 아니요     | 아니요 | 예     | 아니요 | 아니요 | 아니요 | 아니요 | 아니요 |
| 2017 | Dragon Ball Heroes: Ultimate Mission X  | 아니요 | 아니요 | 아니요     | 아니요 | 아니요 | 아니요 | 아니요 | 아니요 | 예     | 아니요 |
| 2017 | 드래곤볼 제노버스 2                     | 아니요 | 아니요 | 아니요     | 아니요 | 예     | 아니요 | 예     | 예     | 아니요 | 예     |
| 2018 | Sword Art Online: Fatal Bullet          | 아니요 | 아니요 | 아니요     | 아니요 | 예     | 아니요 | 예     | 예     | 아니요 | 아니요 |
| 2018 | Dragon Ball Legends                     | 아니요 | 예     | 예         | 아니요 | 아니요 | 아니요 | 아니요 | 아니요 | 아니요 | 아니요 |
| 2018 | Soul Calibur VI                         | 아니요 | 아니요 | 아니요     | 아니요 | 예     | 아니요 | 예     | 예     | 아니요 | 아니요 |
| 2019 | Super Dragon Ball Heroes: World Mission | 아니요 | 아니요 | 아니요     | 아니요 | 아니요 | 아니요 | 아니요 | 예     | 아니요 | 예     |
| 2019 | ZENONZARD- Artificial Card Intelligence | 아니요 | 예     | 예         | 아니요 | 아니요 | 아니요 | 아니요 | 아니요 | 아니요 | 아니요 |